# Jerzy Siemiątkowski
Jerzy Felicjan Siemiątkowski (ur. 19 listopada 1889 w Wąpielsku, zm. 25 marca 1974 w Toruniu) – polski ziemianin, polityk, senator w II RP.

## Życiorys
Syn Józefa Siemiątkowskiego h. Jastrzębiec (1863–1936) i Anny Płoska h. Prus I (1866–1947). Ukończył studia rolnicze w Liège i w Taborze. Po wybuchu I wojny światowej pracował w Radzie Głównej Opiekuńczej, a później także w Komitecie Obywatelskim i Pomocniczym przy Polskiej Organizacji Wojskowej.
Był członkiem wydziału powiatowego w Rypinie i wojewódzkiego w Warszawie, a także radcą Izby Rolniczej oraz prezesem Rady Nadzorczej Banku Spółdzielczego w Rypinie, prezesem Rady Nadzorczej Spółdzielni Mleczarskiej w Rypinie i dyrektorem cukrowni „Ostrowite”. Jednocześnie prowadził własne gospodarstwo rolne w Wąpielsku powiatu rypińskiego. Hodował konie angloarabskie.
Od 1935 do 1938 był senatorem, reprezentującym województwo warszawskie. Na początku II wojny światowej wyjechał do Warszawy, aby uniknąć aresztowania i tu mieszkał w czasie okupacji. Po wojnie był pracownikiem młynów i państwowych gospodarstw rolnych (PGR) w woj. pomorskim, następnie w woj. bydgoskim.
Pochowany na cmentarzu parafii Wniebowzięcia NMP przy ul. Wybickiego w Toruniu (kwatera 1-2-18).

## Ordery i odznaczenia
- Krzyż Oficerski Orderu Odrodzenia Polski (11 listopada 1937)[2]
- Złoty Krzyż Zasługi (9 listopada 1931)[3]